# Heiligenberg (Bas-Rhin)
Heiligenberg ist eine französische Gemeinde mit 703 Einwohnern (Stand 1. Januar 2021) im Département Bas-Rhin in der Region Grand Est (bis 2015 Elsass).

## Geografie
Das Dorf liegt auf einer Anhöhe über dem Breuschtal. Westlich an den Ort schließt sich das große Waldgebiet des Forêt domaniale de Haslach an. 

## Bevölkerungsentwicklung
| 1962 | 1968 | 1975 | 1982 | 1990 | 1999 | 2006 | 2013 |
| ---- | ---- | ---- | ---- | ---- | ---- | ---- | ---- |
| 326  | 350  | 464  | 508  | 535  | 562  | 618  | 642  |

## Verkehr
Zwischen Heiligenberg und Mollkirch befindet sich der Haltepunkt Heiligenberg-Mollkirche der Bahnstrecke Strasbourg–Saint-Dié, der mit TER-Zügen bedient wird.

## Gemeindepartnerschaften
Zwischen Heiligenberg und der gleichnamigen deutschen Gemeinde Heiligenberg in Baden-Württemberg besteht eine Partnerschaft seit 1968.

## Persönlichkeiten
- Joseph Kübler (1848–1935), Notar und Landtagsabgeordneter